# Glória de Dourados
Glória de Dourados este un oraș în Mato Grosso do Sul (MS), Brazilia.